# Turkologija
Turkologija je filološka znanost o jezicima, književnostima, civilizaciji i kulturi turkijskih naroda, a filolozi koji se znanstveno bave turkologijom nazivaju se turkolozima. 
U užem smislu naziv turkolog rabi se za filologa i stručnjaka koji proučava jezik, kulturu i civilizaciju Turaka Republike Turske i turkofonih manjina Balkanskoga poluotoka; u širem pak, filologa koji se bavi nekim od suvremenih turkijskih jezika (danas ih je u svijetu više od trideset). Turkologija se u europskim sveučilišnim centrima proučava od 19. st., ali su diplomatske škole za učenje turskoga, odnosno osmanskog jezika nastale dva-tri stoljeća ranije. Najstarije gramatike turskog (osmanskog) jezika sastavili su mletački i firentinski poklisari u diplomatskoj službi u Istanbulu, potom trgovci i katolički misionari koji su nesmetano djelovali na području Osmanskoga Carstva. 
U Hrvatskoj postoji jedna katedra za turkologiju, a utemeljena je 1994. na Filozofskome fakultetu Sveučilišta u Zagrebu. Katedra djeluje u sastavu Odsjeka za hungarologiju, turkologiju i judaistiku.